# Paul Lukas
Paul Lukas (født Pál Lukács; 26. maj 1894, død 15. august 1971) var en ungarsk skuespiller og manuskriptforfatter.
Han vandt Oscar for bedste mandlige hovedrolle i rollen som Kurt Muller i filmen Een for alle (1943). Lukas har en stjerne på Hollywood Walk of Fame.